# Гражданство Италии
Гражданство Италии — устойчивая правовая связь лица с Италией, выражающаяся во взаимных правах и обязанностях.
В отношении приобретения гражданства Италии установлен принцип Jus sanguinis. Т.е., приобретение гражданства согласно принципу, что гражданство ребёнка зависит от гражданства родителей, независимо от того, на территории какого государства он родился и на территории какого государства проживают сами родители.

## Приобретение гражданства
Предоставляется автоматически:
- если родители являются гражданами Италии, дети автоматически считаются гражданами Италии
- если родители - лица без гражданства, и ребенок, родился на территории Италии, он считается гражданином Италии
- если родители не известны, и ребенок, родился на территории Италии, он считается гражданином Италии
- при усыновлении или удочерении гражданином Италии иностранного несовершеннолетнего ребёнка, он считается гражданином Италии
- при признании отцовства или материнства гражданина Италии над ребёнком, такой ребёнок считается гражданином Италии
- несовершеннолетние дети приобретают итальянское гражданство при приобретении итальянского гражданства их родителями
По заявлению:
- родившиеся в Италии дети, чьи родители являются иностранцами, при достижении ими возраста зрелости, по заявлению могут приобрести итальянское гражданство
При вступлении в брак:
- после двух лет законного проживания в Италии, либо после трёх лет проживания в иной стране Это время может быть сокращено при наличии детей (рождённых либо усыновлённых/удочерённых) При этом, подающий на гражданство должен подтвердить знание итальянского языка на уровне B1
Натурализация
- лицо, законно проживающее на территории Италии в течение 10 лет, при отсутствии судимости и подтверждении дохода Срок проживания сокращается до:
- трёх лет в отношении внуков граждан Италии, и для родившихся на территории Италии, если их родители иностранцы,
- четырёх лет для граждан ЕС
- пяти лет для беженцев и лиц без гражданства

Двойное гражданство разрешено.
Граждане Италии одновременно являются гражданами Европейского союза. Соответственно, на них распространяются свобода передвижения по территории ЕС, а также право проживать и работать в любой стране ЕС без дополнительных разрешений от государства пребывания. Также, они имеют право голосовать на выборах в Европейский Парламент.
Дети мигрантов, родившиеся в Италии, могут подать на гражданство только по достижении 18 лет.